# Auriac (Corrèze)
 Auriac  (en occitano Auriac) es una comuna y población de Francia, en la región de Lemosín, departamento de Corrèze, en el distrito de Tulle y cantón de Saint-Privat.
Su población en el censo de 2008 era de 219 habitantes.
No está integrada en ninguna Communauté de communes.

## Demografía
| 457 | 377 | 305 | 287 | 250 | 216 | 219 |
| Para los censos de 1962 a 1999 la población legal corresponde a la población sin duplicidades (Fuente: INSEE [Consultar]) |     |     |     |     |     |     |